# Anarrhinum
Anarrhinum is een geslacht van planten uit de weegbreefamilie (Plantaginaceae), verwant aan de leeuwenbekken (Antirrhinum). Het geslacht komt voornamelijk uit Zuid-Europa en is niet bekend van België en Nederland.

## Naamgeving en etymologie
- Synoniem: Simbuleta Forskk. (1837)

## Kenmerken
Anarrhinum zijn tweejarige of overblijvende planten. De plant heeft een basaal bladrozet en verspreid staande stengelbladeren, dikwijls handvormig samengesteld, naar boven toe ongedeeld lancetvormig. De bloeiwijze is een langgerekte, onderbroken tros voorzien van schutblaadjes. De kelk heeft vijf gelijke lobben, bijna tot aan de basis gescheiden. De kroon is buis- tot klokvormig, met een drielobbige onderlip en een tweelobbige bovenlip, zonder gehemelte; de kroonbuis is open. Aan de achterzijde wordt de kroonbuis verlengd in een gebogen spoor. De vrucht is een halfbolvormige doosvrucht.

## Taxonomie en fylogenie
Het geslacht Anarrhinum is verwant aan Antirrhinum (leeuwenbek).
Het telt ongeveer 30 soorten.

### Geselecteerde soorten
- Anarrhinum bellidifolium (L.) Willd. (Madeliefbekje)

Acanthorrhinum · 
Achetaria · 
Adenosma · 
Albraunia · 
Amphianthus · 
Anarrhinum · 
Angelonia · 
Antirrhinum (Leeuwenbek) · 
Aragoa · 
Artanema · 
Asarina · 
Bacopa · 
Basistemon · 
Benjaminia · 
(Besseya) · 
Bougueria · 
Brookea · 
Bryodes · 
Bythophyton · 
Callitriche (Sterrenkroos) · 
Campylanthus · 
Chaenorhinum (Kierleeuwenbek) · 
Chelone (Schildpadbloem) · 
(Chionohebe) · 
Chionophila · 
(Cochlidiosperma) · 
Collinsia · 
(Conobea) · 
Cymbalaria · 
(Detzneria) · 
Digitalis (Vingerhoedskruid) · 
Dintera · 
Dizygostemon · 
Dopatrium · 
Ellisiophyllum · 
Encopella · 
Epixiphium · 
Erinus · 
Galvezia · 
Gambelia · 
Geochorda · 
Globularia (Kogelbloem) · 
Gratiola · 
Hebe · 
Hemiphragma · 
Herpestis · 
Hippuris · 
Holmgrenanthe · 
Holzneria · 
Howelliella · 
Hydrotriche · 
(Isoplexis) · 
Kashmiria · 
Keckiella · 
Kickxia (Stoppelleeuwenbek) · 
Lafuentea · 
Lagotis · 
Limnophila · 
Limosella · 
Linaria (Vlasleeuwenbek) · 
Littorella · 
Lophospermum · 
Mabrya · 
Maurandella · 
Maurandya · 
Mecardonia · 
Melosperma · 
Microcarpaea · 
Misopates · 
Mohavea · 
Monocardia · 
Monopera · 
Monttea · 
Neogaerrhinum · 
(Neopicrorhiza) · 
Nothochelone · 
Nuttallanthus · 
Otacanthus · 
Ourisia · 
Paederota · 
(Parahebe) · 
Penstemon (Penstemon) · 
Philcoxia · 
Picria · 
Picrorhiza · 
Plantago (Weegbree) · 
Poskea · 
Psammetes · 
Pseudorontium · 
Rhodochiton · 
Russelia · 
Sairocarpus · 
Schistophragma · 
Schweinfurthia · 
Scoparia · 
Scrofella · 
Sibthorpia · 
Stemodia · 
(Synthyris) · 
Tetranema · 
Tetraulacium · 
Tonella · 
Uroskinnera · 
Veronica (Ereprijs) · 
Veronicastrum · 
Wulfenia · 
Wulfeniopsis